# Communauté de communes des Puys et Couzes
Die Communauté de communes des Puys et Couzes ist ein ehemaliger französischer Gemeindeverband mit der Rechtsform einer Communauté de communes im Département Puy-de-Dôme in der Region Auvergne-Rhône-Alpes. Er wurde am 26. Dezember 1994 gegründet und umfasste 16 Gemeinden. Der Verwaltungssitz befand sich im Ort Champeix.

## Historische Entwicklung
Mit Wirkung vom 1. Januar 2017 fusionierte der Gemeindeverband mit  
- Communauté de communes des Coteaux de l’Allier,
- Communauté de communes Couze Val d’Allier,
- Issoire Communauté,
- Communauté de communes du Lembron Val d’Allier,
- Communauté de communes du Pays de Sauxillanges,
- Communauté de communes du Bassin Minier Montagne sowie
- Ardes Communauté

und bildete so die Nachfolgeorganisation Agglo Pays d’Issoire.

## Ehemalige Mitgliedsgemeinden
1. Champeix
2. Chidrac
3. Clémensat
4. Courgoul
5. Creste
6. Grandeyrolles
7. Ludesse
8. Montaigut-le-Blanc
9. Saint-Cirgues-sur-Couze
10. Saint-Floret
11. Saint-Vincent
12. Saurier
13. Solignat
14. Tourzel-Ronzières
15. Verrières
16. Vodable